# Terre du Prince-Olaf
Pour les articles homonymes, voir Olaf.
La Terre du Prince-Olaf (Norvégien : Kronprins Olav Kyst) est une région de la Terre de la Reine-Maud située à l'est de la Baie de Lützow-Holm, marqué par l'angle côtier à 40° E, et le glacier Shinnan à 44° 38' E. 
Elle est découverte par le capitaine Nils Larsen en janvier 1930, et est nommée en l'honneur du roi Olav V de Norvège. 